# Olaf Müller (Philosoph)

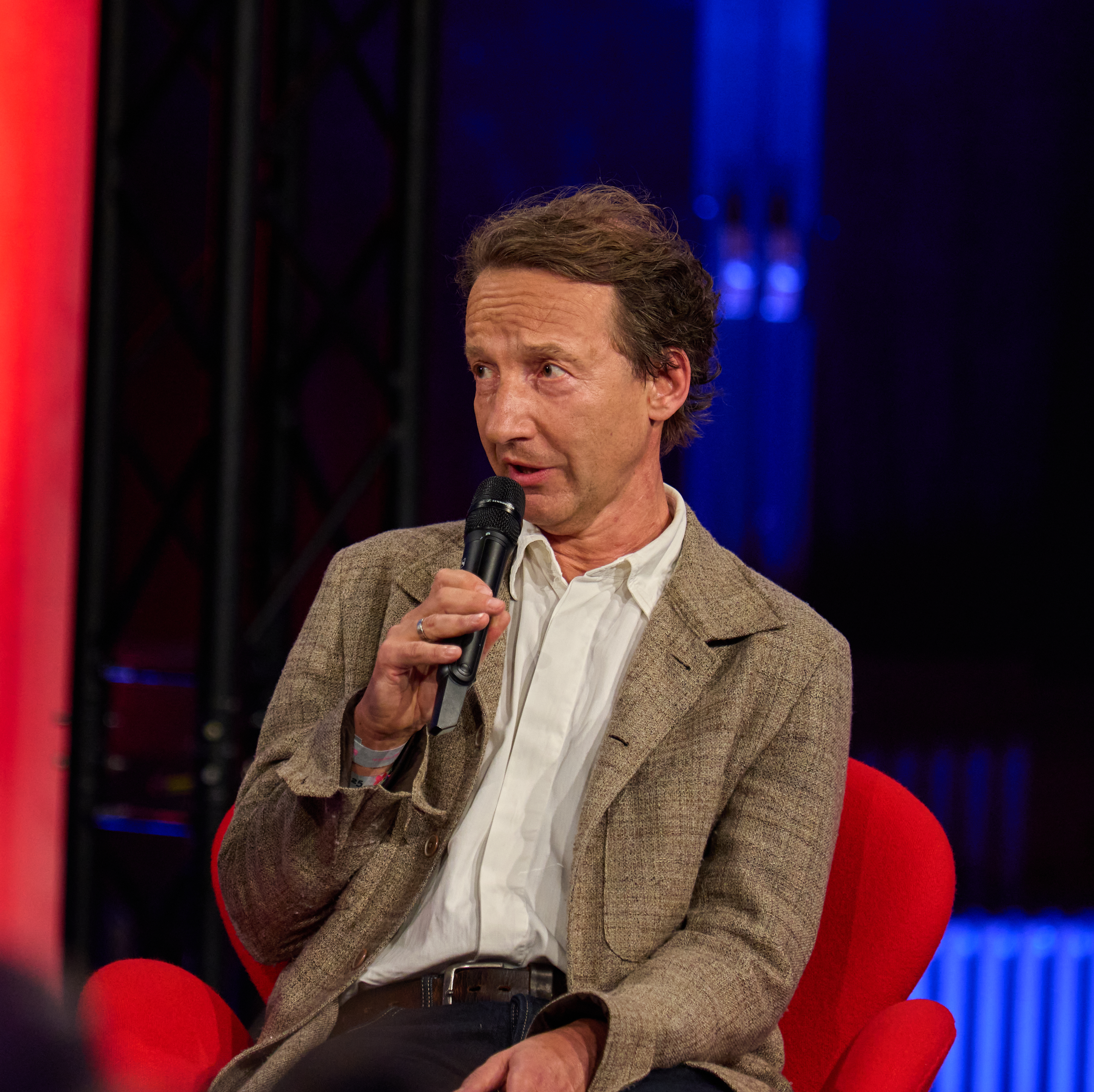
Olaf Müller, 2025

Olaf L. Müller (* 23. März 1966) ist ein deutscher Philosoph und Professor an der Humboldt-Universität zu Berlin.

## Leben
Müller studierte Philosophie und Mathematik an der Georg-August-Universität Göttingen und der University of California, Los Angeles. Nach Forschungsaufenthalten in Krakau und an der Harvard University ist er seit 2003 Professor für Wissenschaftstheorie in Berlin.
Müller promovierte 1996 mit einer Arbeit über Willard Van Orman Quine. Gegen Quine argumentiert er, dass sich den Begriffen „Synonymie“ und „Analytizität“ durchaus ein sprachphilosophischer Sinn abgewinnen lasse. Dieses Ergebnis führt Müller zu einer Kritik an Quines semantischem Skeptizismus, also der naturalistisch-eliminativen These, dass die Semantik in einer wahren Beschreibung der Welt keinen Platz habe.
Müller hat zudem eine allgemeine Kritik am erkenntnistheoretischen Skeptizismus entwickelt. Aufbauend auf dem Gehirn-im-Tank-Gedankenexperiment Hilary Putnams versucht er zu zeigen, dass man einen generellen Skeptizismus mit A-priori-Argumenten widerlegen könne. Des Weiteren untersucht er die „Ästhetik als Richtschnur physikalischer Forschung“.
In der Ethik kritisiert Müller den Utilitarismus und bemüht sich um eine Theorie des Pazifismus.

## Schriften
- Moralische Beobachtung und andere Arten ethischer Erkenntnis. Plädoyer für Respekt vor der Moral. (Paderborn: Mentis, 2008; 381 pp). pdf
- Metaphysik und semantische Stabilität oder Was es heisst, nach höheren Wirklichkeiten zu fragen. Wirklichkeit ohne Illusionen, Band 2. (Paderborn: Mentis, 2003, xxxi + 276 pp). pdf
- Hilary Putnam und der Abschied vom Skeptizismus oder Warum die Welt keine Computersimulation ist. Wirklichkeit ohne Illusionen, Band 1. (Paderborn: Mentis, 2003, xxxii + 241 pp). pdf
- Synonymie und Analytizität: Zwei sinnvolle Begriffe. Eine Auseinandersetzung mit W.V.O. Quines Bedeutungsskepsis. (Dissertation. Paderborn: Schöningh, 1998, 362 pp). Kapitel 6-12 als pdf
- „Mehr Licht“. Goethe mit Newton im Streit um die Farben. S. Fischer, Frankfurt am Main 2015, ISBN 978-3-10-403071-5
- Zu schön, um falsch zu sein: Über die Ästhetik in der Naturwissenschaft. S. Fischer, Frankfurt am Main 2019, ISBN 978-3-10-050709-9
- Pazifismus. Eine Verteidigung, Ditzingen: Reclam, 2022, ISBN 978-3-15-014354-4
- Atomkrieg. Eine Warnung, Stuttgart: Reclam, 2025, ISBN 978-3-15-014599-9